# Ачалук
Ачалук (ингуш. Ачулкхий, Къахьа-хий) — река в России, протекает в Малгобекском районе Ингушетии.

## География
Река Ачалук берёт начало у села Верхние Ачалуки. Течёт на северо-восток через село Нижние Ачалуки и впадает в Алханчуртский канал у села Новый Редант. Устье реки находится в 108 км по правому берегу Алханчуртского канала. Длина реки составляет 18 км, площадь водосборного бассейна — 213 км².

## Данные водного реестра
По данным государственного водного реестра России относится к Западно-Каспийскому бассейновому округу, водохозяйственный участок реки — Терек от границы РФ с Грузией до впадения реки Урсдон, без реки Ардон. Речной бассейн реки — Реки бассейна Каспийского моря междуречья Терека и Волги.
Код объекта в государственном водном реестре — 07020000212108200003077.